# Boédromion
Boédromion est le troisième mois du calendrier grec antique en vigueur dans la région d'Athènes.

## Histoire
Boédromion durait 30 jours compris approximativement entre le 23 août et le 21 septembre du calendrier actuel ; l’année grecque habituelle comportait 12 mois d’alternativement 29 et 30 jours, elle comptait donc 354 jours. Elle dérive très rapidement par rapport à notre calendrier, et commençait à la première nouvelle lune après le solstice d’été ce qui rajoute des fluctuations par rapport à notre calendrier.
Pour recadrer leur année sur le cycle des saisons les grecs ajoutaient périodiquement un mois de 30 jours entre les sixième et septième mois habituels. Il ne peut pas y avoir de correspondance linéaire entre l’année moderne de 365 ou 366 jours et l’année grecque antique de 354 ou 384 jours.
Il tire son nom du mot grec  (Βοηδρομιών / Boêdromiốn) lié à la fête des Boédromies en l’honneur d’Apollon, période pendant laquelle se déroulaient les grands Mystères d’Éleusis (les 15-21).[réf. nécessaire]